# Estronciodresserita
L'estronciodresserita és un mineral de la classe dels carbonats, que pertany al grup de la dresserita. Rep el seu nom a anàleg d'estronci de la dresserita.

## Característiques
L'estronciodresserita és un carbonat de fórmula química (Sr,Ca)Al₂(CO₃)₂(OH)₄·H₂O. Va ser aprovada com a espècie vàlida per l'Associació Mineralògica Internacional l'any 1977. Cristal·litza en el sistema ortoròmbic. La seva duresa a l'escala de Mohs es troba entre 2 i 3. És una espècie isostructural amb la dresserita i la hidrodresserita.
Segons la classificació de Nickel-Strunz, l'estronciodresserita pertany a «05.D - Carbonats amb anions addicionals, amb H₂O, amb cations grans i de mida mitjana» juntament amb els següents minerals: alumohidrocalcita, nasledovita, paraalumohidrocalcita, dresserita, dundasita, montroyalita, petterdita, kochsandorita, hidrodresserita, schuilingita-(Nd), sergeevita i szymanskiïta.

## Formació i jaciments
Va ser descoberta a la pedrera Francon, a Mont-real, a la regió del Quebec, Canadà. A banda de a la seva localitat tipus, també ha estat descrita a Dielengraben, a la localitat de Stein (Caríntia, Àustria), a Condorcet, al departament de la Droma (Alvèrnia-Roine-Alps, França), i a Kjøpsvik, al municipi de Tysfjord (Nordland, Noruega).